# البصة (الأردن)

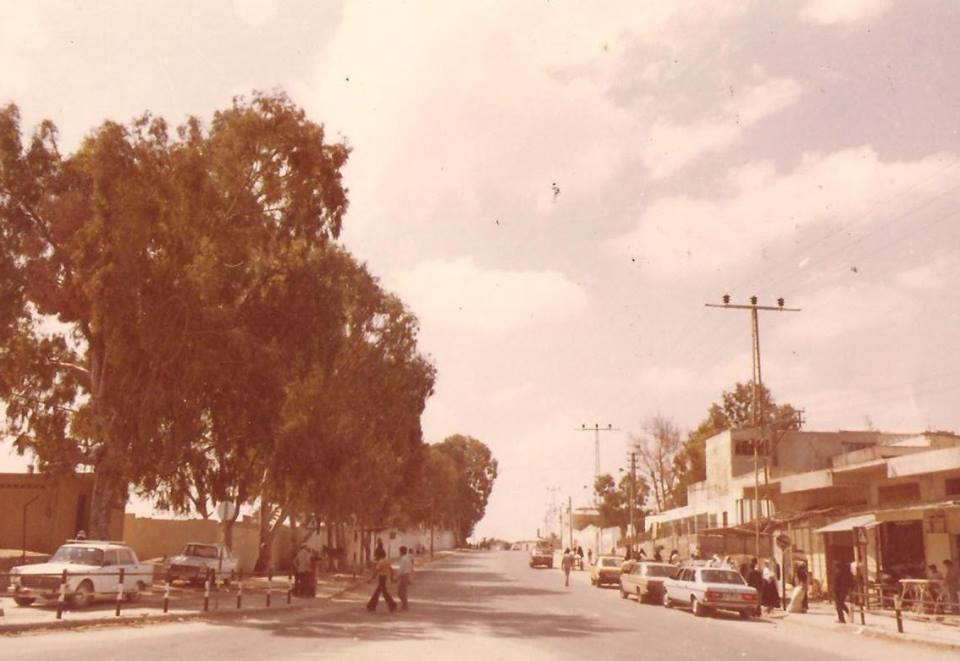
صورة تاريخية قديمة لملامح بلدة البصة الأردنية القديمة

إنها «البصّه».. نزهة المشتاق للتأمل، وللطبيعة، وللماء الجاري في واد كل ما فيه بهيج، وساحر، وهادئ، وهي القرية المتربعة على فيض تاريخها، وجمال موقعها، على مسافة ثلاثة كيلومترات، تقريبا، إلى الغرب من وادي السير.

## التسمية

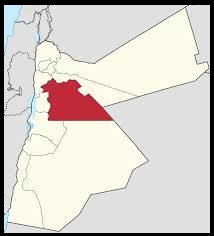
خريطة بلدة البصة الاردنية

البصّة:.اسمها مرتبط بتلألؤ الضوء، وتشكلات الطين، وتحولات الماءاسمها يدل على روح القرية، وعلى باطنها، وظاهرها، حيث يشير الباحث محمود سالم رحال في كتابه (المشترك السامي في أسماء ومعاني المدن والقرى الأردنية) إلى أن البصه: بالسامي المشترك بمعنى (المستنقع). تقع غرب وادي السير، كما يعرّج على تفصيلات أكثر حول معنى بصّه، في حديثه حول تفسيراته لمعنى اسم قرية موبص، فيقول في هذا السياق موبصى: وبالسامي المشترك بمعنى مستنقع الماء فالكلمة موبص مركبة من مو بمعنى ماء، مياه، وبُص بمعنى طين، وحل، مستنقع، حمأة (غاصت في الحماة رجلاك وارتدتا إلى الوراء).والجذر العربي بصّ: وبصّ الماء: رشح. والجذر العربي بضّ: وبضّ الماء: رشح.
كما يذكر تفاصيل عن تسمية البصّه، الباحث ركاد نصير، في كتابه المعاني اللغوية لأسماء المدن والقرى وأحواضها في المملكة الأردنية الهاشمية حيث يقول بأن البصه: بصّ بصاً وبصيصاً الشيء: برق وتلألأ ضوؤه، وبصّ الماء: وبصّصت الأرض: ظهر أول نبتها.

## الموقع
```
تقع غرب وادي السير // المحافظة عمان العاصمة
```

تبعد عن عمان عشرة كيلومترات إلى الغرب، وإلى الغرب من بلدة وادي السير.

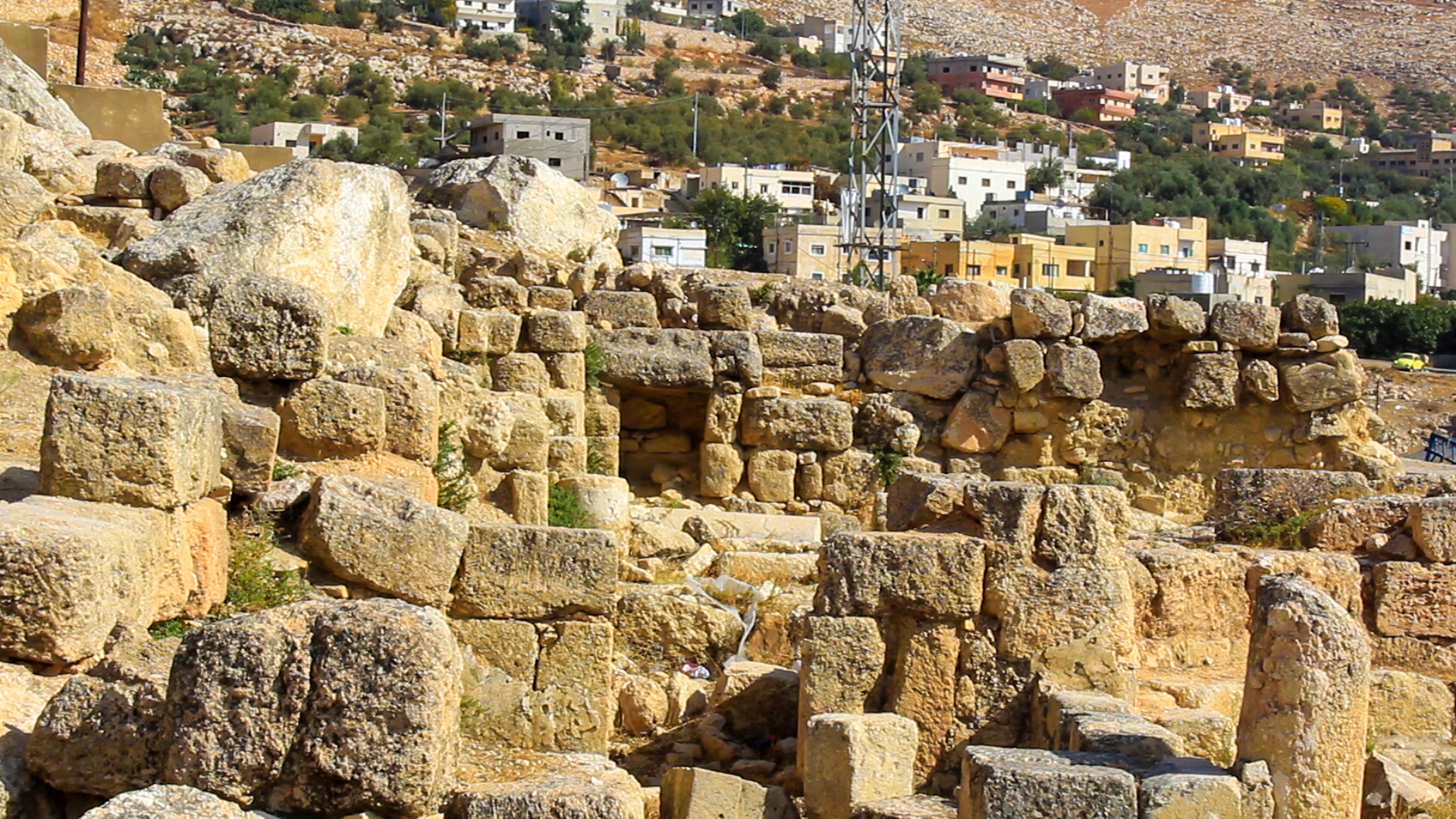
كهف السيد المسيح في البصة

## التاريخ
عامرة بالحياة هي البصّه التي تتآلف فيها ذاكرة الإنسان، مع تاريخ المكان، وألفة الطبيعة هناك.وحين تكون إطلالة على سكان القرية وأهلها، فإن معظمهم من عشائر عباد، وهنا يمكن الإشارة إلى عمق تواجدهم في هذه القرية، بمرور سريع على ما كتبه الدكتور نوفان الحمود في كتابه (عمان وجوارها)، الذي يقول فيه بأن البصّه يسكنها عشائر عباد، ويحدد أيضا، بأنه في منطقة الدراسة التي يشملها الكتاب، فإنه من بين عشائر عباد، هناك الفقها: وتضم الحسامية، والمهيرات، والريان. وعدد خيامهم 70 خيمة ومساكنهم في وادي السير وعراق الأمير والبصّه، وخربة سار (خربة سارة)، واعتمد في هذا على يوقلمة ودائمي بني صخر 1892، ويوقلمة ودائمي عمان 1327 مالية-1328 مالية.

## اثار البصة
1) الوادي
هذا الماء الجاري في الوادي التي تقع عليه القرية، مرتبط ارتباطا جذريا بوادي السير، وبالأودية التي سيمر عليها، أو تلك التي ترفده من غير مكان، حيث أنه في هذا الجانب، يشير الدكتور نوفان الحمود في كتابه (عمان وجوارها خلال الفترة (1864م-1921م)، إلى أن المياه في وادي البصّه هي امتداد لسيل وادي السير، حيث المصدر الأول للمجرى هي عين وادي السير، ويقول في هذا السياق بأن «وادي السير: هو سيل دائم الجريان، مصدره عين وادي السير منبعها عين الكرسي، ويتجه غربا، وترفده أثناء جريانه مياه عدد من العيون والنزازات، ويمر بعد تجاوزه قرية وادي السير بأرض بني عباد، فيمر بالدير والبصّه وعراق الأمير، وينعطف جنوبا ثم غربا حيث ترفده عدة أودية، فيرفده من الشمال: وادي النار، وادي المعصرة، وادي حوارة، وادي الأمير، وادي جريعة، ويرفده من الجنوب وادي البحاث ووادي ناعور. وفي مواقع أخرى من كتاب (عمان وجوارها)، نجد أنه يوجد في البصّه عشرة من الكهوف والمغائر، أما بخصوص البرك فإنه وبحسب ملفات تسوية قرية بصّه (جدول الحقوق)، توجد هناك بركة الذراع في البصّه في حوض حنوطيا.
2) الأحواض
يشير الباحث ركاد نصير في كتابه الباحث ركاد نصير في كتابه «المعاني اللغوية لأسماء المدن والقرى وأحواضها في المملكة الأردنية الهاشمية، إلى أحواض البصّه، وتفسيرات معاني أسمائها، حيث أنه يوجد في القرية الأحواض التالية: حوض أم فروة: الفروة: قطعة نبات مجتمعة يابسة، وأم الفروة: هامة الرأس. حوض أم النعير: النعير: الصراخ والصياح في حرب أو حشر من أسمائهم نعير. حوض الحِكر: ما يجعل على العقار ويحبس: والحَكر: الاستبداد بالشئ؛ الماء المجتمع القليل. حوض البيطار: معالج الدواب. حوض صلخب. حوض البرذون: وهو من غير العراب من الخيل، ويعرف باسم الكديش وهي الخيل التي يؤتى بها من بلاد الأتراك والروم. حوض أم الخنازير: الخنزير: حيوان معروف. حوض الحمير والبصة: الحمير: الحمرة: صبغ يحمّر اللون، أو اللون الأحمر. حوض المعلقة: علّق الشيء: جعله معلقا به، والمعلقة: المرأة التي فقدت زوجها فهي لا متزوجة ولا مطلقة».
```
3) طاحونة مائية
```

عند تصفح كتاب ذاكرة القرية، نتتبع ما دوّن عن البصّه، في المراجع، والكتب المختلفة، فنجد أنه قد مرّ بالبصّه لانكستر هاردنج في النصف الأول من القرن الماضي ووثقها في كتابه (آثار الأردن)، حيث أشار إلى مروره بوادي السير والبصّه في طريقه إلى عراق الأمير، بقوله: تسير الدرب من القرية (وادي السير) إلى جهة الغرب على الجانب الجنوبي من الوادي، وسرعان ما تبدأ بالانحدار مع المنحنيات، ومنظر الوادي في فصل الربيع جميل جدا حيث تنمو الأشجار الباسقة على جانبي النبع وحيث تكسو الأشجار الباسقة على جانبي النبع وحيث تكسو التلال خمائل الأعشاب الخضراء وعيدان القمح المتموج، ويبدو المنظر أكثر روعة في فصل الصيف عندما يكون كل شيء جافا عاريا بينما تستطيع أن تجلس تحت ظلال الشجر إلى جانب الماء الجاري.. ولا تلبث الدرب أن تقطع الجدول إلى الجانب الشمالي وتسير قريبا من السيل لمسافة قصيرة. وبعد أن تقطع النبع تستطيع أن ترى منزلا نحت في الصخر على الجانب الجنوبي.. وهنا تبدأ الدرب بالارتفاع قليلا وسرعان ما تكبر الشقة بينها وبين الجدول. وبالقرب من قرية البصّه الصغيرة توجد طاحونة مائية هي آخر الطواحين من نوعها التي ما تزال تستعمل في البلاد. وتقطع واديا صغيرا ممتدا من الشمال، ثم تمر بشجرة كبيرة تحيط بها بعض القبور، ولا تلبث أن ترى عراق الأمير تحتك في الوادي.
4) الكهف الأثري
كما ورد ذكر البصّة في الجزء الأول من (شمال الحجاز/ معجم المواضع والقبائل) للدكتور حمود بن ضاوي القثامي، مشيرا إلى أنه عثر أخيرا على كهف أثري في منطقة البصّه التي تبعد عن عمان عشرة كيلومترات إلى الغرب، وإلى الغرب من بلدة وادي السير. وهذا الكهف الأثري يعود تاريخه إلى العهد البيزنطي، وقد زين مدخله المحفور في الصخر والذي يعلوه نحت مثلث الشكل بعدة صلبان، وتدل الدراسات الأولية على أن هذا الكهف كان كنيسة بيزنطية، إذ أن مخططه يشبه مخطط الكنائس، فهو يتألف من قاعة وسطى تحفّ بها الأعمدة في كلا جانبيها، ويحيط بها رواقان، تتوسطها حنية ما زالت أحجارها سليمة، كما أن أرضها مرصوفة بالفسيفساء الملونة، ويبدو أن هذا الكهف قد استخدم في الفترة الأموية كمكان للسكن بدليل وجود الجدران المضافة المبنية على النمط الأموي وقطع الفخار الإسلامي، والنقود الذهبية والفضية والنحاسية الأموية، وقد استمر الاستيطان فيه في العهد العباسي وحتى العهدين الأيوبي والمملوكي لوجود الفخار الإسلامي المزخرف الذي يعود إلى العهود المشار اليها. وفي أثناء عملية الحفر خارجه عثر على قطع فخارية إسلامية وبيزنطية بالإضافة إلى قطع مشذبة من القرميد الأحمر وبعض العظام، وعند نهاية الدرج ظهرت قطعة حجرية دائرية الشكل مكسورة محفور في وسطها صليبان يعتقد بأنها سطح لمائدة كانت توضع عليها الشموع. واتضح أن النقود التي عثر عليها في هذا الكهف يعود تاريخها إلى سنة 702-732 ميلادية خلال عهد الخليفة عبد الملك بن مروان.
5) ذهب.. وفضة
وتعطي تفاصيل أخرى حول هذا الكهف الأثري الباحثة منى أحمد الطائي في كتاب (المعالم الأثرية في المملكة الأردنية الهاشمية)، قائلة بأن البصّه: على بعد 3كم، إلى الغرب من وادي السير، تم اكتشاف كهف، زينت واجهته الصخرية بمثلث وقوس وخمسة صلبان. إن أهم ما تم اكتشافه في هذا الكهف، مجموعة من الدنانير الذهبية، والدراهم الفضية التي تعود تواريخها إلى العصر الأموي، زمن الخليفة عبد الملك ابن مروان، وهناك نقود أخرى تحمل اسم الخليفة عمر بن عبد العزيز. كما عثر على مجموعة من الأواني والكسر الفخارية، من العصرين الأموي والمملوكي، تحمل زخارف وألوانا، وبعضها يحمل كتابات بالخط الكوفي. وأهم مكتشفات البصة أن الكهف كان تابعا لكنيسة ما زالت ماثلة للعيان على الطريق إلى عراق الأمير.

## الإدارة المحلية
لواء وادي السير:
تم ترفيع منطقة وادي السير إلى لواء عام 1996، لواء وادي السير ومركزه وادي السير يشمل مناطق أمانة عمان الكبرى التالية: (وادي السير ومرج الحمام وبدر الجديدة) والمدن والقرى التابعة لها والبالغ عددها (12) قرية وتجمع سكاني، وهي (البصة، عراق الأمير، أبو السوس، البحاث، الألمانية والقصبات، الرجاحة، الثغرة، الحامدية، وادي الشتا، الطبقة، الدبة، ام نجاصة).

## جغرافية البصة
1. الجبال .
2. التضاريس .
3. السهول .
4. الكهوف .
5. شلالات المياه.